# Simin Han
Simin Han je naseljeno mjesto u sastavu općine Tuzla, Federacija Bosne i Hercegovine, BiH.

## Uprava
Simin Han je mjesna zajednica u općini Tuzli. Spada u ruralno područje općine Tuzle. U njemu je 31. prosinca 2006. godine prema statističkim procjenama živjelo 7.172 stanovnika u 1.793 domaćinstva.

## Rudna bogatstva
Na području sjeveroistočne Bosne vršena su naftna istraživanja između dva svjetska rata, pri čemu su u Mladicama 1937. pronađene "debele naslage kamene soli". Na nekoliko bušotina u Požarnici i Siminom Hanu kod Tuzle nađena je nafta. Nešto je nafte izvađeno i prerađeno u bosanskobrodskoj rafineriji 1939., a zbog neisplativosti proizvodnja je prekinuta 1943. godine.
U Simin Hanu je još 1884. godine započeta gradnja prvog industrijskog pogona za proizvodnju soli – rudnika soli u Simin Hanu. Zgotovljena je godinu poslije. Od te godine do danas Solana Tuzla neprekidno proizvodi i posluje sve do danas.
Za potrebe industrijskih pogona postavljena je uskotračna željeznička pruga Doboj - Simin Han, puštena u promet godinu poslije,  29. travnja 1886. godine.

## Katoličanstvo
Simin Han pripada tuzlanskoj župi sv. Petra i Pavla apostola.

## Šport
- Sloga, nogometni klub

## Stanovništvo
1990. godine uvećan je pripajanjem dijelova ukinutih naselja Križani i Slavinovići (Sl.list BIH 33/90).
| Simin Han          |       |       |       |       |
| godina popisa      | 1991. | 1981. | 1971. | 1961. |
| Hrvati             | 108   | 137   | 154   | 92    |
| Srbi               | 1164  | 1047  | 883   | 476   |
| Muslimani          | 517   | 203   | 359   | 5     |
| Mađari             |       | 2     | 1     |       |
| Crnogorci          |       |       | 4     |       |
| Slovenci           |       |       | 4     |       |
| Albanci            |       |       |       | 4     |
| Jugoslaveni        | 360   | 178   |       | 207   |
| ostali i nepoznato | 160   | 32    | 8     | 13    |
| ukupno             | 2309  | 1599  | 1413  | 797   |